# Suzy Prim
Suzy Prim (Parijs, 11 oktober 1896 - Boulogne-Billancourt, 7 juli 1991) was een Franse actrice, scenarioschrijfster en filmproducente. Ze verscheen in ruim zestig langspeelfilms en in vijfentwintig toneelstukken.

## Leven en werk

### Afkomst, opleiding en eerste jaren
Suzy Prim werd als Suzanne Mariette Arduini in Parijs geboren als de dochter van een kunstenaar die voortkwam uit een familie van Italiaanse acteurs en mimespelers. Al heel vroeg kreeg ze de knepen van het vak mee van haar ouders. Op prille leeftijd vertolkte ze al kinderrollen voor de Franse filmmaatschappij Gaumont onder het pseudoniem 'la petite Arduini'. Daar werd ze ontdekt door artistiek directeur Louis Feuillade. Ze bleef voor Gaumont werken tot 1910.
Vanaf 1905 begon ze op te treden in de Folies Bergère en werd ze revue-vedette. Ze was tevens te zien op de bühne van enkele Parijse theaterzalen, onder meer van het Théâtre de l'Oeuvre waar ze zich verder bekwaamde onder de hoede van de bekende toneelregisseur en -directeur Lugné-Poë. In dat toneelmilieu ontmoette ze onder meer Jules Berry en Sacha Guitry.
Tussendoor draaide ze acht films in Italië tussen 1913 en 1921, waaronder het drama Appassionatamente (1919). Daarna keerde ze terug naar Frankrijk. Daar gaf ze aanvankelijk voorrang aan haar toneelcarrière.

### Toneelcarrière
Prim verscheen geregeld op de planken tijdens de jaren twintig en de eerste helft van de jaren dertig. Na een pauze van zes jaar wijdde ze zich weer maar in mindere mate aan haar toneelactiviteiten. Ze acteerde in stukken van onder meer Marcel Pagnol, Marcel Achard, Sacha Guitry, Noël Coward en Luigi Pirandello. In 1956 zette ze een punt achter haar theateractiviteit.

### Filmcarrière
Haar filmcarrière nam pas een aanvang in 1931 met de geluidsfilm, met name met de vrouwelijke hoofdrol in de komedie Mon cœur et ses millions. Daarin trad ze op naast Jules Berry die in zijn eerste geluidsfilm voor het eerst de mannelijke hoofdrol vertolkte.
Vanaf 1935 braken haar absolute topjaren aan: tussen 1935 en 1939 speelde ze mee in liefst vijfentwintig films. Ze deelde toen de affiche met een heel wat grootheden uit de toenmalige Franse filmwereld: Fernandel (3 films), Jean Gabin (1), Louis Jouvet (2), Charles Vanel (3), Albert Préjean (3), Raimu (4), Harry Baur (2), Michel Simon (5), Jean-Louis Barrault (2), André Luguet (3), Pierre Brasseur en uiteraard Jules Berry (8). 
Qua genre werd Prim vooral gecast in drama's en misdaadfilms. In komedies en tragikomedies stond ze ook haar mannetje.  
Zoals gebruikelijk in die tijd was ook Prim dikwijls te zien in roman- en toneelverfilmingen. De dramatische misdaadfilm Les Bas-fonds (1936), een van haar belangrijkste films, was gebaseerd op het gelijknamige stuk van Maksim Gorki. Ze verscheen ook in adaptaties van werk van onder meer Tristan Bernard (Les Jumeaux de Brighton, 1936), Stefan Zweig (La Peur, 1936), François Mauriac (Les Anges noirs, 1937), Maurice Leblanc (Arsène Lupin détective, 1937) en enkele jaren later van werk van onder meer Émile Zola (Au bonheur des dames, 1943), Georges Simenon (L'Homme de Londres, 1943 en Les Caves du Majestic, 1945) en Honoré de Balzac (La Rabouilleuse, 1944).
Na de Tweede Wereldoorlog begon haar filmcarrière te sputteren. Af en toe werd ze nog bedacht met een hoofdrol maar meestal moest ze zich tevreden stellen met onbelangrijke en minderwaardige rollen. In 1959 hield ze het uiteindelijk voor bekeken. Ze was alleen nog enkele jaren actief als scenarioschrijfster en als filmproducente.

### Privéleven
Prim had meerdere jaren een stormachtige relatie met Jules Berry.
Ze stierf in 1991 op 94-jarige leeftijd. Zij ligt begraven op het cimetière de Belleville.

## Filmografie (ruime selectie)

### Actrice
- 1910 - Petits Poèmes antiques (Louis Feuillade) (korte film)
- 1910 - Le Noël de grand-mère (Léonce Perret) (korte film)
- 1910 - Le Crime du grand-père (Léonce Perret en Jacques Roullet) (korte film)
- 1912 - Le Petit Poucet (Louis Feuillade) (korte film)
- 1915 - Papà (Nino Oxilia) (korte film)
- 1919 - Appassionatamente (Passionnément) (Georges-André Lacroix)
- 1921 - Il suo destino (Georges-André Lacroix)
- 1921 - L'Aiglonne (Emile Keppens)
- 1931 - Mon cœur et ses millions (André Berthomieu)
- 1935 - Le Bébé de l'escadron (René Sti)
- 1936 - Mayerling (Anatole Litvak)
- 1936 - Samson (Maurice Tourneur)
- 1936 - Au service du tsar (Pierre Billon)
- 1936 - Les Bas-fonds (Jean Renoir)
- 1936 - Les Jumeaux de Brighton (Claude Heymann)
- 1936 - La Peur (Vertige d'un soir) (Victor Tourjansky)
- 1936 - Un de la légion (Christian-Jaque)
- 1936 - 27, rue de la Paix (Richard Pottier)
- 1937 - Le Chemin de Rio (Robert Siodmak)
- 1937 - Les Anges noirs (Willy Rozier)
- 1937 - Arsène Lupin détective (Henri Diamant-Berger)
- 1938 - Les Pirates du rail (Christian-Jaque)
- 1938 - Tarakanowa (Fédor Ozep)
- 1938 - Carrefour (Kurt Bernhardt)
- 1938 - Le Patriote (Maurice Tourneur)
- 1939 - Berlingot et Compagnie (Fernand Rivers)
- 1939 - Cas de conscience (Walter Kapps)
- 1939 - L'Or dans la montagne (Max Haufler)
- 1941 - L'Étrange Suzy (Pierre-Jean Ducis)
- 1942 - Les Petits Riens (film) (Raymond Leboursier)
- 1942 - Le Bienfaiteur (Henri Decoin)
- 1943 - Untel père et fils (Julien Duvivier)
- 1943 - Après l'orage (Pierre-Jean Ducis)
- 1943 - Au bonheur des dames (André Cayatte)
- 1943 - L'Homme de Londres (Henri Decoin)
- 1944 - La Malibran  (Sacha Guitry)
- 1944 - La Rabouilleuse (Fernand Rivers)
- 1945 - Les Caves du Majestic (Richard Pottier)
- 1949 - Au royaume des cieux (Julien Duvivier)
- 1950 - Au revoir Monsieur Grock (Pierre Billon)
- 1951 - Trafic sur les dunes (Jean Gourguet)
- 1953 - Suivez cet homme (Georges Lampin)
- 1953 - Les Compagnes de la nuit (Ralph Habib)
- 1956 - Mémoires d'un flic (Pierre Foucaud)
- 1959 - Douze Heures d'horloge (Géza von Radványi)
- 1960 - Les Lionceaux Jacques Bourdon)
- 1976 - Le Corps de mon ennemi (Henri Verneuil)

### Scenarioschrijfster
- 1962 - La Fayette (Jean Dréville)
- 1966 - L'Homme de Marrakech (Jacques Deray)

### Producent
- 1958 - Clara et les Méchants (Raoul André)
- 1959 - Douze Heures d'horloge (Géza von Radványi)
- 1960 - Les Lionceaux (Jacques Bourdon)